# می سایمون لیفشیتز
می سایمون لیفشیتز (به انگلیسی: May Simón Lifschitz) (زاده ۱۷ مهٔ ۱۹۹۵) بازیگر و مدل آرژانتینی است.
او یک زن ترنس است.
لیفشیتز کار مدلینگ خود را در ۱۶ سالگی آغاز کرد. او در کمپین‌های تبلیغاتی آدیداس کار کرد و پس از والنتینا سامپایو دومین مدل تراجنسیتی بود که در کمپین ویکتوریا سیکرت کار می‌کرد.